# Talia Shire
Talia Shire (* 25. dubna 1946) je americká herečka.

## Osobní život
Jejím otcem byl skladatel Carmine Coppola, matkou jeho manželka Italia. Jejími sourozenci jsou spisovatel August Coppola a režisér Francis Ford Coppola. V roce 1972 hrála postavu Connie Corleonové v bratrově filmu Kmotr. Roli si zopakovala ve filmech Kmotr II (1974) a Kmotr III (1990). Rovněž hrála postavu jménem Adriana Pennino v sérii Rocky. V letech 1970 až 1980 byl jejím manželem skladatel David Shire, s nímž měla syna Matthewa Orlanda. Následně, v letech 1980 až 1994, byl jejím manželem filmový producent Jack Schwartzman, s nímž měla další dva syny, herce a hudebníky Jasona a Roberta.

## Filmografie
| Rok                    | Název                                  | Role                        | Poznámky |
| ---------------------- | -------------------------------------- | --------------------------- | --- |
| 1968                   | The Wild Racers                        | první přítelkyně            | jako Talia Coppola |
| 1970                   | The Dunwich Horror                     | Nurse Cora                  | uvedena jako Talia Coppola |
| 1970                   | Maxie                                  | Sandy                       | uvedena jako Talia Coppola |
| 1971                   | Gas-s-s-s                              | Coralee                     | uvedena jako Talia Coppola |
| 1971                   | The Christian Licorice Store           | Last Party Guest            | uvedena jako Talia Coppola |
| 1972                   | Kmotr                                  | Connie Corleone             | |
| 1972                   | The Outside Man                        | Make-Up Girl                | |
| 1974                   | Kmotr II                               | Connie Corleone             | nominace—Oscar za nejlepší ženský herecký výkon ve vedlejší roli |
| 1976                   | Rocky                                  | Adrianna „Adrian“ Pennino   | National Board of Review Award for Best Supporting Actress New York Film Critics Circle Award for Best Supporting Actress National Society of Film Critics Award for Best Supporting Actress (druhé místo) nominace—Oscar za nejlepší ženský herecký výkon v hlavní roli nominace—Zlatý glóbus za nejlepší ženský herecký výkon (drama) |
| 1979                   | Old Boyfriends                         | Dianne Cruise               | |
| 1979                   | Prophecy                               | Maggie Verne                | |
| 1979                   | Rocky II                               | Adrianna „Adrian“ Balboa    | |
| 1980                   | Windows                                | Emily Hollander             | |
| 1982                   | Rocky III                              | Adrian Balboa               | |
| 1985                   | Rocky IV                               | Adrianna „Adrian“ Balboa    | |
| 1986                   | Rad                                    | Mrs. Jones                  | |
| 1986                   | Hyper Sapien: People from Another Star | Dr. Tedra Rosen             | |
| 1989                   | New York Stories                       | Charlotte                   | Segment: Life Without Zoe |
| 1990                   | Rocky V                                | Adrianna „Adrian“ Balboa    | |
| 1990                   | Kmotr III                              | Connie Corleone             | |
| 1991                   | Cold Heaven                            | sestra Martha               | |
| 1992                   | Bed & Breakfast                        | Claire                      | |
| 1993                   | Deadfall                               | Sam                         | |
| 1997                   | A River Made to Drown In               | Jaimeho matka               | |
| 1997                   | She's So Lovely                        | majitelka restaurace        | neuvedena v titulkách |
| 1998                   | Divorce: A Contemporary Western        | Lacey                       | |
| 1998                   | Can I Play?                            | Robert                      | krátký film |
| 1998                   | Caminho dos Sonhos                     | Ida Stern                   | |
| 1998                   | The Landlady                           | Melanie Leroy               | |
| 1999                   | Lured Innocence                        | Martha Chambers             | |
| 1999                   | Palmer's Pick Up                       | Mr. Price                   | |
| 1999                   | The Black and the White                | Tulip Clayton               | |
| 2000                   | The Visit                              | Parole Board Member Marilyn | |
| 2001                   | The Whole Shebang                      | Countess Bazinni            | |
| 2002                   | Kiss the Bride                         | Irena Sposato               | |
| 2003                   | Family Tree                            | Patricia                    | krátký film |
| 2003                   | Dunsmore                               | Mildred Green               | |
| 2004                   | I ♥ Huckabees                          | Mrs. Silver                 | |
| 2005                   | Pomegranate                            | Aunt Sophia                 | |
| 2006                   | Rocky Balboa                           | Adrianna „Adrian“ Balboa    | archivní záběry |
| 2007                   | Homo Erectus                           | Ishboova matka              | |
| 2008                   | Looking for Palladin                   | Rosario                     | |
| 2008                   | Dim Sum Funeral                        | Viola Gruber                | |
| 2008                   | My Father's Will                       |                             | |
| 2009                   | The Deported                           | Dina                        | |
| 2010                   |                                        |                             | |
| Minkow                 | Carole Minkow                          |                             | |
| Scratching the Surface | Mrs. Shifman                           |                             | |
| 2011                   | The Return of Joe Rich                 | Gloria Neiderman            | |
| 2013                   | Palo Alto                              | Mrs. Ganem                  | |
| 2016                   | Dreamland                              | Victoria                    | |
| 2020                   | Working Man                            | Iola Parkes                 | |

| Rok  | Název                                 | Role             | Poznámky                                  |
| ---- | ------------------------------------- | ---------------- | ----------------------------------------- |
| 1975 | Foster and Laurie                     | Adelaide Laurie  | televizní film CBS                        |
| 1976 | Doctors' Hospital                     |                  | epizoda „Lullabye“                        |
| 1976 | Rich Man, Poor Man                    | Teresa Santoro   | televizní minisérie ABC                   |
| 1977 | Kill Me If You Can                    | Rosalie Asher    | televizní film NBC                        |
| 1977 | The Godfather Saga                    | Connie Corleone  | televizní film NBC                        |
| 1978 | Daddy, I Don't Like It Like This      | Carol Agnelli    | televizní film CBS                        |
| 1987 | Blood Vows: The Story of a Mafia Wife | Gina             | televizní film NBC                        |
| 1987 | Faerie Tale Theatre                   | Wilma Van Winkle | epizoda „Rip Van Winkle“                  |
| 1991 | Mark Twain and Me                     | Jean Clemens     | televizní film                            |
| 1992 | For Richer, for Poorer                | Millie Katourian | televizní film HBO                        |
| 1992 | CBS Schoolbreak Special               | Mrs. Leland      | epizoda „Please, God, I'm Only Seventeen“ |
| 1993 | Chantilly Lace                        | Maggie           | televizní film Showtime                   |
| 1995 | Blossom                               | sama sebe        | episoda „A Star Is Bared“                 |
| 1997 | Born Into Exile                       | Donna Nolan      | televizní film NBC                        |
| 2007 | Blue Smoke                            | Bianca Hale      | televizní film Lifetime                   |
| 2007 | Christmas at Cadillac Jack's          | Peg              | televizní film                            |
| 2017 | Kingdom                               | Annette Kulina   | epizody „Old Pueblo“ a „Cactus“           |
| 2018 | Grace a Frankie                       | Teddie           | epizody „The Pop-Ups“ a „The Hinge“       |
| 2018 | Girlfriends' Guide to Divorce         | Meryl Frumpkis   | Bravo                                     |